# Ліпко Михайло Юрійович
Михайло Юрійович Ліпко (1926, місто Умань, тепер Черкаської області — ?) — український радянський і компартійний діяч, депутат Верховної Ради УРСР 9-го скликання. Член Ревізійної Комісії КПУ в 1966—1971 р. Кандидат економічних наук.

## Біографія
Народився у селянській родині. Трудову діяльність розпочав у 1944 році колгоспником колгоспу «Зірка» Богуславського району Київської області.
З 1944 року — служив у Червоній армії. Учасник німецько-радянської війни. 
Після демобілізації продовжував працювати колгоспником. З 1946 року — учень торгово-кооперативної школи. 
Закінчивши 1948 року торгово-кооперативну школу, працював у системі споживчої кооперації Київської області: інструктором-ревізором Богуславської, Таращанської райспоживспілок.
У 1957 році закінчив Білоцерківський сільськогосподарський інститут.
Член КПРС з 1957 року.
З 1957 року — старший ветеринарний лікар бурякорадгоспу Миронівського цукрового комбінату, пізніше — головний ветеринарний лікар Жашківського району Черкаської області.
У 1961—1962 роках — 2-й секретар Жашківського районного комітету КПУ Черкаської області.
У 1962—1965 роках — 1-й секретар Жашківського районного комітету КПУ, заступник секретаря партійного комітету Жашківського виробничого колгоспно-радгоспного управління Черкаської області.
У 1965 — червні 1970 року — 1-й секретар Маньківського районного комітету КПУ Черкаської області.
16 червня 1970 — вересень 1973 року — секретар Черкаського обласного комітету КПУ.
У вересні 1973 — 1976 року — голова виконавчого комітету Черкаської обласної Ради депутатів трудящих.

## Нагороди
- орден Вітчизняної війни 1-го ст. (6.04.1985)